# Рахно-Лісівська волость
Рахно-Лісівська — історична адміністративно-територіальна одиниця Ямпільського повіту Подільської губернії УСРР з центром у Рахнах-Лісових.

## Історія
Волость було створено виділенням із Краснянської волості.
31 січня 1923 Ямпільський повіт ліквідований, волость розділена між Вінницьким і Тульчинським повітами.
7 березня 1923 увійшла до складу новоутворених Краснянського і Шпиківського районів.
Нині територія колишньої волості входить до складу Шаргородського району.